# Волфа (річка)
Волфа — річка в Україні й Росії, у Сумському й Глушковському районах Сумської й Курської областей. Ліва притока Відьми (басейн Дніпра).

## Опис
Довжина річки приблизно 18,7 км.

## Розташування
Бере початок на північно-західній околиці села Будки. Тече переважно на північний захід понад Іскрисківщиною, через Безсалівку і у Тяжино впадає у річку Відьму, ліву притоку Сейму.
Населені пункти вздовж берегової смуги: Зоря, Вольфинський.